# Manuel Cañete
Manuel Cañete (Sevilla, 6 de agosto de 1822-Madrid, 4 de noviembre de 1891) fue un escritor, crítico y periodista español.

## Biografía
Nació en Sevilla el 6 de agosto de 1822. Era hijo de Francisca Cañete, cuya hermana era la actriz María Cañete, y del marqués de Saltillo, Antonio  Rueda Quintanilla que se negó a reconocerle aunque en ocasiones le ayudó económicamente o facilitando contactos. Cuando su madre lo abandonó, quedó al cuidado de una amiga. Su formación fue autodidacta, mediante lecturas y consejos de maestros y amigos como Alberto Lista o el abogado y literato granadino José Fernández Guerra que, además de facilitar el acceso a su biblioteca privada, forjó su pensamiento histórico-crítico. Por su tía entró en contacto con el mundo del teatro y en 1836 fue apuntador del Teatro Principal de Sevilla al tiempo que colaboraba con medios de prensa local como La Platea, El Paraíso o El Boletín de Teatros. En 1839 está en Cádiz como redactor de La Aureola. 
Tras un viaje por Aragón y Navarra, en 1844 se establece en Madrid, donde fue un activo periodista y crítico literario colaborando asiduamente en El Heraldo, el Diario de la Marina, El Manzanares, La Gaceta de Teatros, El Parlamento y, sobre todo, La Ilustración Española y Americana. 
Estrenó dramas históricos, entre los que sobresale El Duque de Alba (1845). Son estos El juglar (1838), Lo que alcanza una pasión (1841), Un rebato en Granada (1845), El conde de Porcellos (1848) y, en colaboración con Manuel Tamayo y Baus y Aureliano Fernández-Guerra, Un juramento. También cultivó la comedia con Miguel Ángel (1838), Los dos Foscaris (1846), El peluquero de su alteza (1853), La carmañola (1870). Adaptó la pieza homónima de Pedro Calderón de la Barca en En esta vida todo es verdad y es mentira (1879), en colaboración con José Campo-Arana. Zarzuelas suyas son Beltrán y la Pompadour (1845) y La flor de Besalú (1874).

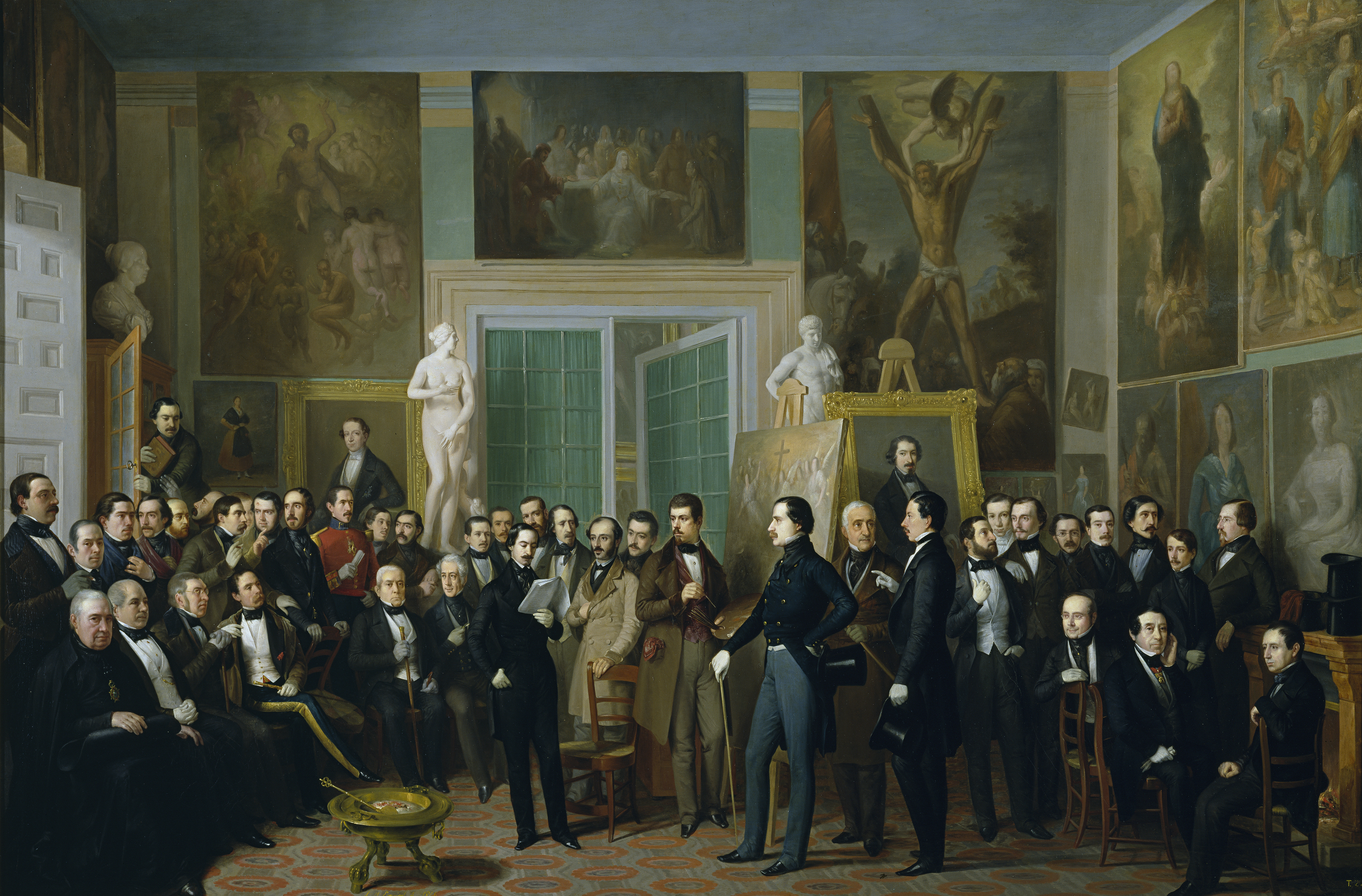
Manuel Cañete retratado en Los Poetas contemporáneos por Antonio María Esquivel, 1846, Museo del Prado.

Tuvo un cargo en el ministerio de Fomento que perdió con la revolución de 1868. Tuvo un par de duelos, uno con José Zorrilla y otro con Tomás Rodríguez Rubí, de quien después sería amigo.
Ingresó en la Academia de Bellas Artes de San Fernando en 1857, hizo parte de la Real Academia Española, de la que fue censor. Defendió la ortodoxia católica monárquica. Dio un curso sobre literatura dramática en el Ateneo, institución de la que fue vicepresidente, y del cual nos queda su Discurso leído en el Ateneo de Madrid para inaugurar el curso anual de literatura dramática (1852), donde asienta las bases de recepción del teatro dieciochesco considerando a Leandro Fernández de Moratín "la lumbrera más brillante del clasicismo español". Publicó un tomo de Poesías en 1843, ampliadas en 1859, dentro del clasicismo de la escuela sevillana, aunque existen preocupaciones políticas. Destaca la balada "El árbol seco" y el romance "Recuerdos de la montaña". Su poesía fue, sin embargo, triturada por Antonio de Valbuena en sus Ripios académicos y se muestra algo deudora de Gallego y de Quintana. 
Como crítico es más que notable su estudio sobre el teatro español anterior a Lope de Vega El teatro español del siglo XVI (1885). También se preocupó por la lengua de ese siglo en su Documentos curiosos para la lengua castellana en el siglo XVI. Editó con notas y prólogo las Farsas y églogas de Lucas Fernández (1887). Otras obras suyas son Sobre el drama religioso español antes y después de Lope de Vega (1862) y Escritores españoles e hispanoamericanos (1884), que incluye estudios sobre José Joaquín Olmedo y el duque de Rivas. Se mostró inflexible con las innovaciones y su criterio clasicista le impulsó a atacar los excesos "inmorales" del neorromanticismo de José de Echegaray junto con otros críticos como Luis Bustillos y Peregrín García Cadena. Hizo la edición, con un estudio preliminar importante, de las Obras inéditas de D. Manuel José Quintana, Madrid, Medina y Navarro, 1872, y también dedicó un estudio como prólogo al Gil Blas de Lesage.
Falleció en Madrid el 4 de noviembre de 1891.